# Dinah Washington
Dinah Washington (Tuscaloosa, Alabama, 29. kolovoza 1924. - Detroit, Michigan, 14. prosinca 1963.) je bila američka pjevačica jazza, popa i blues glazbe.

## Životopis
Dinah je rođena kao Ruth Lee Jones u Tuscaloosi. S tri godine se seli s obitelji u Chicago gdje je odrasla. Na klaviru je pratila crkveni zbor. S 18 godina mijenja glazbeni stil i prelazi s gospela na pop glazbu nakon što je pobijedila na jednom natječaju. 

Od 1943. do 1946. pjeva u sastavu Lionel Hamptona. 1947. snima svoju prvu ploču. 1959. dospijeva na top-listu s pjesmom „What a difference a day makes“. 

Umrla je 14. prosinca 1963. u 39. godini od slučajnog predoziranja dietalnih tableta i alkohola. 2003. je postumno primljena u Dvoranu slavnih bluesa. Također je bila poznata kao "kraljica bluesa".

## Hit-singlovi
- "What a difference a day makes" 1959. (SAD: pozicija 8)
- "Unforgettable" 1959. (SAD: pozicija 17)
- "Baby (you've got what it takes)" s Brook Benton 1960. (SAD: pozicija 5)
- "A rockin' good way" s Brook Benton 1960. (SAD: pozicija 7)
- "September in the rain" 1961. (SAD: pozicija 23, UK: pozicija 35)